# Danny Pieters
Danny Pieters (ur. 13 października 1956 w Ukkel) – belgijski i flamandzki polityk oraz prawnik, jeden z liderów Nowego Sojuszu Flamandzkiego (N-VA), od 2010 do 2011 przewodniczący federalnego Senatu.

## Życiorys
Ukończył w 1985 studia prawnicze na Katholieke Universiteit Leuven, uzyskał stopień doktora prawa. W 1988 podjął pracę wykładowcy na macierzystej uczelni (od 1996 na stanowisku profesora). Od 1986 do 1999 był nauczycielem akademickim na Uniwersytecie w Tilburgu, prowadząc zajęcia m.in. z prawa porównawczego i europejskiego. Był członkiem rady jednego z instytutów Towarzystwa Maxa Plancka.
Zaangażował się w działalność Unii Ludowej, a następnie Nowego Sojuszu Flamandzkiego. W latach 1999–2003 sprawował mandat posła do Izby Reprezentantów, po czym powrócił do pracy zawodowej. W 2010 przez kilka miesięcy kierował flamandzką radą zatrudnienia i szkoleń zawodowych.
W wyniku wyborów w 2010 został członkiem Senatu, po czym zastąpił Armanda De Deckera na stanowisku przewodniczącego wyższej izby belgijskiego parlamentu. Funkcję tę pełnił do 2011, po czym został wiceprzewodniczącym Senatu. Funkcję tę pełnił do 2013, w tym samym roku zasiadł w radzie miejskiej Leuven.